# 초원의 연인들
"초원의 연인들"은 1967년 공개된 대한민국의 영화이다.

## 배역
- 신성일
- 남정임
- 황정순
- 임성빈